# 西林县
西林县是中华人民共和国广西壮族自治区百色市所辖的一个县。位于广西壮族自治区最西端，与云南省、贵州省同时接壤。总面积为2955平方公里，自治区人民政府批准苗族、瑶族人口较为集中的西林县和凌云县从1992年起享受自治县政策待遇。

## 历史
成为第二次鸦片战争导火索的西林教案，就发生在此县（今属于田林县定安镇）。

## 人口
根據第七次人口普查數據，截至2020年11月1日零時，西林縣常住人口為142098人。

## 行政区划
西林县下辖4个镇、1个乡、3个民族乡：
八达镇、古障镇、那劳镇、马蚌镇、普合苗族乡、西平乡、那佐苗族乡和足别瑶族苗族乡。

## 交通
- 246国道、 357国道过境。

## 特产
- 西林火姜：中国地理标志产品。因姜辣素的含量高，食用口感火辣，故被称为“火姜”。
- 白斩麻鸭：西林名菜。
- 西林姜晶：中国地理标志产品。以西林火姜为主要原料，经提取原汁，双效浓缩后，配以蜂蜜、白砂糖、赤砂糖精制而成的固体饮料。
- 西林麻鸭：中国地理标志产品。
- 西林沙糖桔：中国地理标志产品。

## 著名人物
- 岑懷遠，南宋邊將，是明朝上林長官司岑子成的遠祖.
- 岑毓英（ 一八二九年至一八八九年），中法戰爭中奉命率滇軍出關抗法，在越南宣光，臨洮等地大敗法軍，一八八九年病逝於雲南昆明，追封太子太保.
- 岑春萱（ 生於一八六八年，卒年不詳）光緒二十九年（ 西元一九零三年）任職湖北按察使（ 資料來源：《西林縣誌》）

- 西林县民族文化公园-1
- 西林县民族文化公园-2